# Chiesa di San Nicolao (Quarna Sotto)
La chiesa di San Nicolao, o anche chiesa di San Nicola, è la parrocchiale di Quarna Sotto, in provincia del Verbano-Cusio-Ossola e diocesi di Novara; fa parte dell'unità pastorale di Omegna.

## Storia
Alla fine del XVII secolo, a causa del costante aumento della popolazione del borgo, l'antica chiesetta di origine medievale, della quale abbiamo una descrizione contenuta in un documento datato 1655, si rivelò insufficiente a soddisfare le esigenze dei fedeli.
 Così, nel 1692 i capifamiglia decisero di demolirla e di farne sorgere una di dimensione maggiori; il curato don Carlo Francesco Giuppini sbrigò le pratiche necessarie e il 14 gennaio 1693 ottenne il benestare del vescovo. Due anni dopo venne firmato l'accordo con i muratori e nel giugno del 1695 finalmente iniziarono i lavori; nel 1697, allorché la chiesa era già utilizzabile, l'opera fu interrotta a causa della mancanza di fondi, per poi riprendere nel 1699.
Nel 1706, a causa di una grave infiltrazione d'acqua che aveva eroso il terreno su cui sorge l'edificio, la chiesa fu interessata da un importante intervento di stabilizzazione; negli anni successivi si provvide a completare la parrocchiale delle suppellettili e degli arredi.
L'8 settembre 1760 venne celebrata la consacrazione, impartita dal vescovo Marco Aurelio Balbis Bertone; la chiesa fu poi restaurata e ritinteggiata tra il 1859 e il 1860.

## Descrizione

### Esterno
La facciata a capanna in pietra della chiesa, rivolta a nordovest, presenta fino a metà della sua altezza quattro paraste e al centro si apre il portale d'ingresso architravato, a protezione del quale vi è il protiro voltato a crociera, le cui colonne sorreggono archi a tutto sesto.
Annesso alla parrocchiale è il campanile a pianta quadrata, anch'esso in pietra; la cella presenta una monofora su ogni lato ed è coperta dal tetto a quattro falde.

### Interno
L'interno dell'edificio si compone di un'unica navata, sulla quale si affacciano le cappelle laterali e le cui pareti sono scandite da lesene sorreggenti la trabeazione e la cornice modanata sopra la quale si imposta la volta; al termine dell'aula si sviluppa il presbiterio, rialzato di alcuni gradini, nel quale trova posto l'altare maggiore.